# Lepidopilum nutans
Lepidopilum nutans là một loài rêu trong họ Daltoniaceae. Loài này được Hampe mô tả khoa học đầu tiên năm 1863.